# Итиль (название Волги)
Итиль (чув. Атӑл, тат. Идел, баш. Иҙел, каз. Еділ, калм. Иҗил, монг. Ижил, ног. Эдил) — тюркское название Волги. Исторически — это название нижнего течения Волги от устья до слияния с Камой, участка Камы до слияния с Белой и нижнего течения Белой. В качестве названия всей Волги применяется до сих пор чувашами, татарами, башкирами и другими тюркоязычными и монголоязычными народами.
Тюркское происхождение названия иногда ставится под сомнение. По одной из гипотез, название финно-угорское:128, точнее, появилось в угорской этноязыковой среде от гидронимического термина, близкого современному манс. eetl — «морская вода». Затем термин был воспринят и адаптирован сменившими угров тюрками:44.

## История
Название Итиль сменило древние названия Волги, одно из которых, зафиксированное Птолемеем во II веке н. э. в форме Ра, позже было воспринято зарождающейся арабской картографией и географией:230—231. Новое название стало отражением значительных этнических изменений в период Великого переселения народов, когда в волжских степях стало преобладать тюркоязычное население:238—239. Появление названия, по оценке В. В. Бартольда, относится ко времени не позднее IV века:18. Одноимённое название (возможно, одно из названий) носил расположенный в устье Волги город, столица Хазарии — Атиль (Итиль):128.
В византийских источниках название, близкое чув. Атӑл, встречается с VI века. У Менандра (VI в.) Волга названа Ἀττίλα, у Феофилакта Симокатты (VI—VII вв.) — Tίλ, в «Хронографии» Феофана (VIII—IX вв.) — Ἀτέλ. С IX—X веков название появляется в западноевропейских (Анастасий перевёл «Хронографию» Феофана на латынь в конце IX века) и с X века в арабских источниках:209. Как отмечает А. П. Новосельцев, название Волги в армянских источниках соответствует форме Атиль. Вместе с тем в еврейско-хазарских источниках название пишется с первой буквой «алеф», но огласовка в начале слова отсутствует, поэтому историки принимают два варианта — Атиль и Итиль:164 (прим. к 128). В средневековом арабском, согласно пояснению в географическом словаре Йакута ар-Руми, обе гласные произносились как «и». В древнетюркском словаре название реки зафиксировано в формах:
- Edil, Idil — со ссылкой на Енисейские письменные памятники (Е 363)[12]:163;
- Etil, Itil — со ссылкой на словарь Махмуда Кашгарского (МК I 73) и памятник «Легенда об Огуз-кагане» (ЛОК 185[* 3])[12]:187.

Встречающиеся варианты этого названия («Итиль, Исиль, Атиль, Афиль»), отличающиеся в основном начертанием первой и второй буквы слова, Б. Н. Заходер объясняет тем, что название реки и хазарской столицы попало в арабо-персидскую письменность из чужого языка и добавляет:

…записывавшие это слово арабской графикой, очевидно, не знали, как изобразить имеющимися в их распоряжении графическими средствами первый гласный и второй согласный звуки. Лишь с течением временем орфографическая традиция приняла начертание Итиль, и Йакут в своем «Географическом словаре» уже приводит это начертание как обязательное, сопровождая слово подробным орфографическим наставлением.
Барбаро, описывая в сочинениях своё путешествие в Тану (с 1436 по 1452 год), использует только название Эдиль (Ледиль). Однако его современник Контарини многократно употребляет название Волга — в середине 1470-х годов он прибыл к устью этой реки из Дербента, жил в Астрахани, а затем вдоль этой реки шёл с посольским караваном в Москву.
Наиболее подробное средневековое описание реки оставила арабская география. Однако представления средневековых тюрков и арабов о русле реки на всём её протяжении не совпадали с современными, поэтому название Итиль не всегда можно отождествлять со всей Волгой. По сложившимся в X веке представлениям мусульманских географов, река Итиль (Атил), впадающая в Хазарское (Каспийское) море, объединяла два или три крупных водных потока: северный и восточный (аль-Истахри) или западный, северный и восточный (Ибн Хаукаль). Как отметила И. Г. Коновалова, изучавшая описания волжского бассейна в мусульманских источниках раннего Средневековья, «географическая традиция арабо-персидской литературы IX—XI вв. за основное русло верхнего Атила принимала реку Каму. При этом её истоки искали далеко на востоке, путая их с верховьями Иртыша». В позднем Средневековье (XIV в.) за верхнее русло Итиля принималось нижнее течение Камы и Белой, отголоском чего является то, что в Башкортостане Белую часто называют Агидель (Ак-Идель, тюрк. aq — рус. белый).
Созвучное Итиль название сохранилось в башкирском, казахском, калмыцком, монгольском, татарском, чувашском:239, карачаево-балкарском и ногайском языках и присутствовало в чагатайском языке (в период его существования). В ряде языков — татарский, башкирский, чувашский и некоторые другие — историческое название применяется для всего течения Волги.

## Этимология
Чувашский языковед М. Р. Федотов, ссылаясь на работу О. И. Прицака, считает, что составными частями гидронима Ἀτέλ (чув. Атӑл) являются алтайский апеллятив äs (>чув. ас- в слове аслӑ — «большой, всеобъемлющий, великий») плюс алтайский апеллятив *til<;*tal (~тюркско-монгольские tal ~ dal — «большая река; море; разлив, наводнение»):211.
Предметом обсуждения является гипотеза о связи происхождения названия реки с именем гуннского вождя Аттилы. Так, в 1990 году А. П. Новосельцев отмечал, что связь с именем Аттилы «ныне отрицается, так как имя Аттила не гуннское (и не тюркское), а производится от готского языка». Новосельцев предполагает финно-угорское происхождение названия «Атиль» из слова со значением «река», аргументируя это, в частности, применением до сих пор в Башкирии прежнего названия реки Белой и тем (ссылаясь на статью С. А. Аннинского), что предки башкир ещё в XIII веке говорили на угорском языке, понятном посетившим эти края венгерским миссионерам:128—129. Известно также венгерское название «Ателькуза» (греч. Aτελκoυζoυ, совр. венг. Etelköz) для обозначения исторической области расселения древних венгров:47. Новосельцев, ссылаясь на сочинения Константина Багрянородного, переводит название «Ателькюзу» как Междуречье:128.
Р. Р. Челахсаев высказывается (с некоторой осторожностью) в пользу скифо-сарматского происхождения названия, обнаружив подходящее слово в осетинском языке. Он выводит название Итиль по наиболее важному характерному признаку этой реки для проживавшего на её берегах населения. Таким признаком Волги в прошлом могла быть сильная подверженность паводкам. Весенние разливы ограничивали передвижение кочевников-скотоводов и тем самым осложняли жизнь. Безумие и сумасшествие, которое представляла река, могло отразиться в её названии (осет. ӕдылы — рус. безумный, глупый, сумасшедший). То есть Итиль — «сумасшедшая, безумная река». Челахсаев, сомневаясь в тюркском происхождении названия, в частности отмечает, что лексема итиль в значении «большая река» имеется лишь у тюркоязычных народов Поволжья. В языках тюрков Средней Азии и Анатолии это слово не обнаружено — видимо в Поволжье это результат более позднего осмысления, а первоначальное значение слова или утеряно, или осталось неизвестным.
Р. Г. Ахметьянов возводит название к древнетюркскому слову со звучанием «Этиль» или «Эртиль», происхождение и первоначальный смысл которого неясны, а также указывает на возможную связь с гидронимом Иртыш.
По оценке Н. В. Беленова:46, версия о нетюркском происхождении названия наиболее последовательно сформулирована у Г. Шрамма и Я. Харматты. Г. Шрамм предполагает, что гидроним был заимствован тюрками у гуннов, язык которых рассматривается им как нетюркский. Однако Беленов считает обоснованной последовательную цепочку: гуннский язык — хазарский и булгарский языки (возможно, единый язык) — чувашский язык, и полагает, что гунны на многовековом пути миграции с востока до низовьев Волги вобрали и адаптировали большое количество изначально нетюркских элементов, и это отразилось на языке самих гуннов:46—47.
Беленов обращает внимание на упоминавшееся название реки у Феофилакта Симокатты в форме «Тиль». Если, как утверждает Беленов, принять толкование В. В. Напольских списка этнонимов в трактате Иордана «Гетика» (VI в.), то в трактате встречается название «Тил/Тиль» применительно к Волге, что уже может указывать на устойчивую к этому времени форму, предшествующую варианту «Итиль/Атыл»:45. Ссылаясь на А. А. Камалова, Беленов отмечает, что в древнетюркских памятниках VIII века упоминается неизвестная река «Итиль/Идель», в которой нет оснований видеть Волгу, и допускает возможные до X века варианты вторичной этимологизации гидронима, в том числе:45:
- возведение гидронима к булгаро-чувашскому «атлы» — «широкий, просторный» (часто применяется по отношению к Волге в чувашском фольклоре[28]) — как отражение одной из важнейших характеристик реки;
- связывание с именем предводителя гуннов — Аттилы, так как в среде чувашей ещё в конце XIX века передавались легенды о «древнем царе Атыле»[29] — вожде родственного чувашам народа.

Принимая свидетельства Феофилакта Симокатты о том, что реку «Тиль» «тюрки называют Чёрной», Беленов делает вывод, что, по крайней мере, для каганатских тюрок (Симокатта писал именно о них), из среды которых впоследствии вышли носители огузских и кыпчакских языков, название «Итиль/Атыл» было чужим. Беленов полагает, что тюрки воспринимали Волгу как продолжение не только Камы, но и Иртыша, вследствие чего устоявшаяся традиция названия реки была перенесена на Волгу (название верховий Иртыша в тюркских языках Средней Азии — «Кара Ирцис», то есть «Чёрный Иртыш», а сам гидроним Иртыш, скорее всего, нетюркский):47—48.
По мнению Беленова, согласно современным этноисторическим концепциям, гидроним «Итиль/Атыл» был заимствован гуннами из угорской этноязыковой среды (угры появились в Среднем Поволжье раньше тюрок) и появился на несколько веков позже формы «Тил/Тиль», близкой современному манс. eetl — «морская вода». К последнему термину ближе всего угро-мадьярская форма гидронима «Этел» (венгры называли Волгу «Атель/Этель»), а также встречающаяся в арабо-персидских сочинениях форма «Атл»:44, 47.